# Войница
 Тази статия е за селото в България.  За селото в Северна Македония вижте Войница (община Чашка).  
Во̀йница е село в Северозападна България. То се намира в община Видин, област Видин.

## История
В църквата в селото рисува дебърският зограф Кръсто Янков.
По време на колективизацията в селото е създадено Трудово кооперативно земеделско стопанство „Девети септември“ в чест на Деветосептемврийския преврат от 1944 година. През лятото на 1950 година едно семейство (3 души) от селото е принудително изселено от комунистическия режим.

## Население)
Преброяване на населението през 2011 г.
Численост и дял на етническите групи според преброяването на населението през 2011 г.:
|                     | Численост | Дял (в %) |
| Общо                | 102       | 100,00    |
| Българи             | 102       | 100,00    |
| Турци               | 0         | 0,00      |
| Цигани              | 0         | 0,00      |
| Други               | 0         | 0,00      |
| Не се самоопределят | 0         | 0,00      |
| Неотговорили        | 0         | 0,00      |